# Rättvik
Pour la commune, voir Rättvik (commune).
Rättvik est une localité de Suède dans la commune de Rättvik, dont elle est le chef-lieu, située dans le comté de Dalécarlie.
Sa population était de 5 280 habitants en 2019.